# 7 Days to Die
7 Days to Die est un jeu vidéo de type survival horror développé et édité par The Fun Pimps, sorti en accès anticipé 2013 sur Windows, Mac, Linux, PlayStation 4 et Xbox One. Le jeu est sorti en version 1.0 en 2024.

## Trame
Les événements du jeu se produisent après qu'une Troisième Guerre Mondiale, caractérisée par l'utilisation d'armes nucléaires, a détruit une grande partie du monde à l'exception de certaines zones telles que le comté fictif de Navezgane en Arizona. Le joueur est un rescapé de cette guerre qui doit survivre en trouvant un abri, de la nourriture, de l'eau ainsi que des fournitures pour repousser les nombreux zombies qui peuplent Navezgane à la suite des retombées radioactives. S'il n'y a pas de réel objectif à l'exception de survivre à ce nouveau monde, les développeurs ont fait allusion à un possible scénario qui serait ajouté dans les prochaines mises à jour.

## Système de jeu
Dans 7 Days To Die, le joueur apparaît soit dans un monde généré aléatoirement soit dans le comté de Navezgane en Arizona. Il n'a alors qu'un seul objectif : survivre aussi longtemps que possible contre les éléments et les hordes de zombies. Étant un jeu de survie, le joueur est dans le besoin constant d'avoir accès à de l'eau et de la nourriture pour ne pas mourir et est vulnérable aux blessures et aux maladies qui peuplent le monde. Le jeu utilise le moteur de rendu voxel (similaire en certains aspects à Minecraft) permettant un gain de performance. Le jeu respecte certaines règles de physique ce qui à un impact sur les constructions ou destructions d'objets dans l'environnement. Ainsi, la construction d'une structure sans support tels que les piliers et les murs peuvent conduire à son effondrement,. De plus, les objets utilisables du monde se dégradent quand le joueur s'en sert, rendant obligatoire la recherche ou la fabrication de nouveaux outils. Pour ce faire, le joueur peut ramasser des matériaux dans la nature (anciennement issues des vestiges de la civilisation humaine ou non) et créer des objets,.
Le jeu inclut une faune que le joueur peut chasser pour avoir de la nourriture mais qui peut elle-même s'en prendre au joueur. Cependant, le principal danger reste les zombies. Ceux-ci suivent un cycle jour/nuit dans le jeu : pendant la journée, ils sont relativement lents, sont des cibles faciles et ne peuvent détecter le joueur que s'il est relativement proche d'eux. Mais la nuit, ils deviennent sauvages, ils se déplacent beaucoup plus vite et ils deviennent une vraie menace pour le joueur. Les conflits inutiles peuvent être évités si le joueur fait preuve de discrétion et crée une distraction pour s'échapper. Enfin, l'utilisation d'armes à feu ou l'activité humaine induite par le joueur attire les zombies. Ils se mettront alors à attaquer sans relâche tout ce qui fait obstacle (porte, sol ou fortification du joueur...) entre eux et leur proie jusqu'à qu'elle soit morte. Le seul moyen de s'en sortir est alors de tous les tuer ou de s'enfuir.
Le titre du jeu fait référence à un événement important qui se produit tous les sept jours dans le jeu : des hordes de zombies attaquent l'emplacement actuel du joueur en masse. Pour survivre à cet événement le joueur doit s'être préparé en fortifiant sa base sinon il sera très rapidement submergé.

### Multijoueur
Il est possible de jouer en multijoueur grâce à des serveurs hébergés par les joueurs ou par un fournisseur d'hébergement. Ce mode permet à plusieurs joueurs d'interagir et de communiquer les uns avec les autres sur un même monde pour survivre face aux zombies. Les interactions peuvent être coopératives ou hostiles selon les options du serveur. Il existe deux modes de jeu en multijoueur : survie et créatif.

## Développement
Le 11 août 2013, le développement du jeu est en cours et une campagne de Kickstarter permet de financer le projet jusqu'au 15 août. La version alpha Windows du jeu est publiée le 16 août 2013 et est disponible pour les personnes ayant pré-commandé le jeu sur Kickstarter ou PayPal. La date de sortie définitive est estimée aux alentours de mai 2014 pour les versions Microsoft Windows, tandis que les versions Macintosh et Linux sont prévues pour plus tard dans l'année.
La version Mac est publiée le 13 septembre 2013, en même temps que la mise à jour de l'Alpha 1.1. Le jeu passe numéro un sur Steam Greenlight après seulement 16 jours et plus de 56 000 votes.

### Alpha
7 Days to Die a été publié en premier lieu en Alpha 1.0. Seuls les utilisateurs qui ont soutenu le jeu via la Campagne Kickstarter ou qui l'ont acheté via PayPal ont eu accès à l'Alpha. L'Alpha 5.0 est quant à elle publiée sur Steam en Accès anticipé le 13 décembre 2013 rendant le jeu accessible à tout le monde.
Plusieurs mises à jour du jeu ajoutent différentes fonctionnalités telles que de nouveaux biomes (neige), de nouvelles armes, des modifications graphiques générales et des terrains plus lisses (complété par l'Alpha 8).
L'Alpha 7.8 est publiée le 4 avril 2014 et a été rapidement suivie par l'Alpha 7.9 le 8 avril 2014. L'Alpha 7.10 est quant à elle publiée le 19 avril 2014.
L'Alpha 8 est disponible le 7 mai 2014. Elle introduit une amélioration des effets visuels des animations des zombie et aplani le terrain pour une dernière fois.
Le 19 août 2014 c'est au tour de l'Alpha 9 de sortir introduisant des mondes générés aléatoirement, de nouvelles blessures, de nouveaux effets de lumière et enfin de nouveaux graphismes.
La version Alpha 10, publié le 22 novembre 2014, permet quant à elle la création de personnage, l'ajout de vêtements, une nouvelle horde de zombies et un nouveau système de bien-être.
La version Alpha 11 est publiée le 2 avril 2015 et est développé sous Unity 5 incluant ainsi de nombreuses améliorations graphiques, une nouvelle gamme d'armes à feu, d'outils et des armures. Cette version voit aussi l'arrivée d'un nouveau Zombie appelé "Sauvage".
La version Alpha 12, disponible le 3 juillet 2015, ajoute au jeu un nouveau système de véhicule dont un Mini-bike, un système météorologique, de nouveaux sons et de nouvelles règles physiques, sans oublier des corrections de bug.
La version Alpha 13 qui est publiée le 10 décembre 2015, ajoute un nouvel élément de survie lié à la température, un système de compétences et une refonte du système de craft. La difficulté du jeu ne fait qu'augmenter avec cette version, mais le jeu continue à être populaire.
La version Alpha 14 est quant à elle disponible le 26 mars 2016. Elle se caractérise par davantage de progrès, plus de fonctionnalités, des corrections de bugs, ainsi que certaines améliorations de performances et optimisations graphiques.
La version Alpha 15 a été publiée le 5 octobre 2016, elle est caractérisée par d'importantes améliorations concernant les cartes générées automatiquement, un système de commerce, un nouveau système de difficulté et plusieurs autres fonctionnalités annexes. L'UMA-Zombies qui a été introduit dans cette version a été retiré dans la version Alpha 16.
Le 6 juin 2017, la version Alpha 16 est publiée. Cette version ajoute de l'électricité dans le jeu pour la première fois et introduit divers pièges, en lien ou non avec l’électricité comme des clôtures électriques.
En avril 2016, le jeu est annoncé pour PlayStation 4 et Xbox One. Il a été publié par Telltale Publishing en juin et juillet 2016.
Après un an et demi, l'Alpha 17 sort en décembre 2018. Celle-ci apporte son lot d'ajouts dont 3 nouveaux véhicules, un système de quêtes géré par les traders et l'amélioration graphique ainsi que celle de l'IA. La gestion de l'expérience se voit complètement remaniée, ainsi que les compétences.
L'Alpha 18 est sortie en octobre 2019, apportant des optimisations, la traduction complète en français, en russe, en polonais, en allemand, en espagnol, en anglais et en italien et du contenu supplémentaire.
L'Alpha 19 quant à elle est sortie le 19 août 2020, caractérisé par son menu de chargement interactif proposent plusieurs astuces au joueur, un éclairage d'espace colorimétrique linéaire, un meilleur support manette, une refonte du système de survie et des blessures grave plus réaliste, ou encore de zombie en HD, de musique dynamique, de l'ajout dans le HUD de la barre de faim et soif, etc..

## Accueil critique
Les versions PlayStation 4 et Xbox One de 7 Days to Die ont reçu un score moyen « défavorable » sur le site Metacritic,.
En juin 2018, le jeu possède une note "très positive" avec plus de 46 000 avis sur Steam et a été l'une des "100 meilleures ventes de jeux de 2017" sur Steam alors qu'il n'est encore qu'à la phase alpha de son développement.